# 日本銀帶鯡
日本銀帶鯡（学名：Spratelloides gracilis），俗名丁香魚，為輻鰭魚綱鯡形目鯡科的其中一種。在台灣常與體型幼細、常用做小吃食材的魩仔魚 混淆，但兩者並不相同。
其种加词来源于拉丁文“gracilis”，意为“纤细的”。

## 分布
本魚分布於印度西太平洋海域，包括東非、紅海、馬爾地夫、塞席爾群島、斯里蘭卡、印度、馬來西亞、印尼、泰國、越南、菲律賓、日本、台灣、中國沿岸、新幾內亞、澳洲、新喀里多尼亞、所羅門群島、帛琉、諾魯、馬里亞納群島、馬紹爾群島、夏威夷群島、薩摩亞群島、斐濟群島、吐瓦魯、法屬波里尼西亞等海域。

## 深度
水深10~50公尺。

## 特徵
本魚體側有銀白色縱帶，幼魚不明顯，成魚則不易消失；口小，上主上頜骨2片，上下頜骨約略等長，上下頜骨、鋤骨、舌上均有細齒，易於脫落而變無齒；腹緣鈍圓無稜鱗，鱗片中型易於脫落；腹鰭小型易於破壞，背鰭有鰭條11~16枚。體長可達9.5公分。

## 生態
多出現在岩石海岸沿岸的水域，一般均發現在水色稍混濁的海面，以浮游生物為食。

## 經濟利用
不論鮮食或曬成魚乾均美味，適合熱炒並加大量佐料食用。

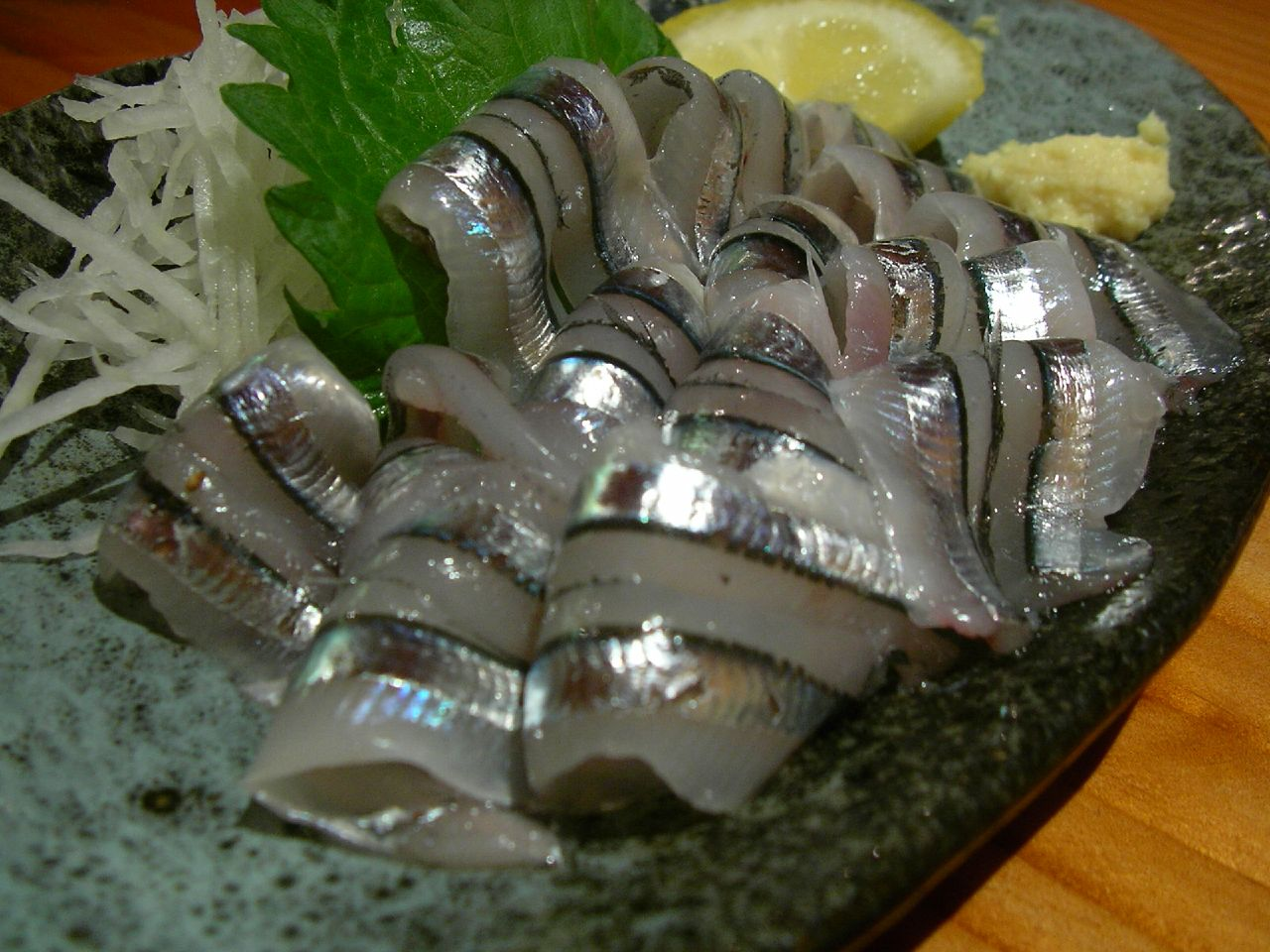
日本銀帶鯡刺身
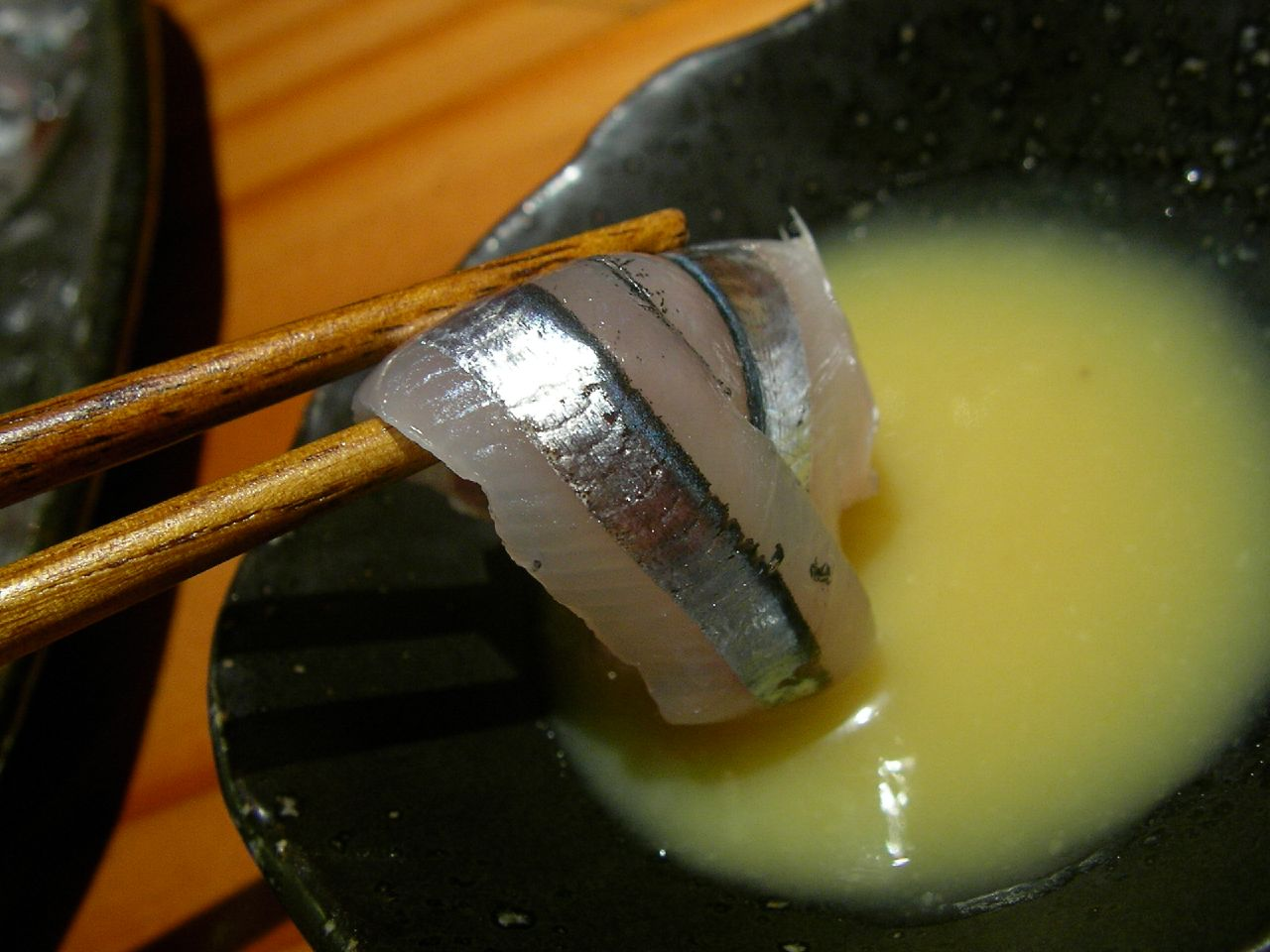
沾醬的日本銀帶鯡刺身
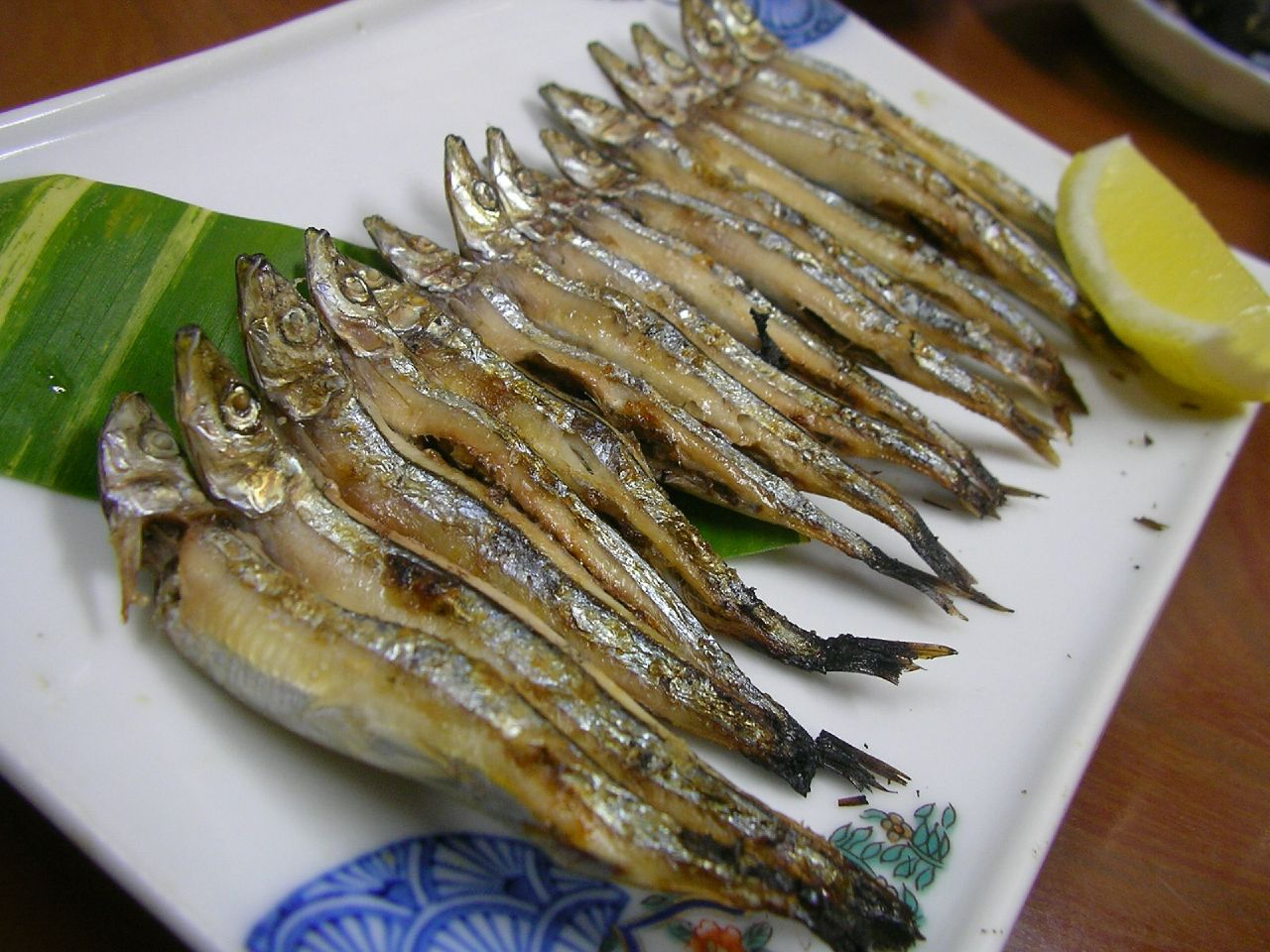
烤日本銀帶鯡